# Houyi

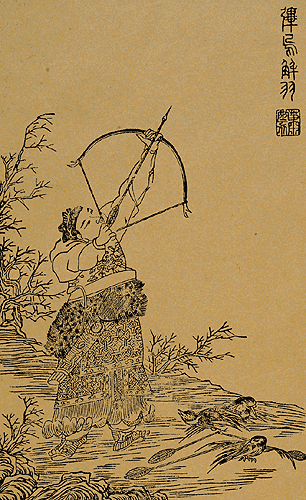
Houyi som skjuter ner solen.

Houyi (后羿; Hòu Yì) eller Yi  (羿; Yì), i den kinesiska mytologin Lord Archer, fl. 1800-talet f.Kr. var en mytologisk ledare för Dongyi-folket. 

## Mytologi
Enligt kinesisk mytologi var Lord Archer mycket skicklig på att hantera pilbåge, och med hjälp av pilbågen räddade han månen från en förmörkelse och räddade landet från olika faror. Houyi är känd för att, på order av guden Di Jun, ha skjutit ner nio av tio solar som hotade att bränna upp jorden. Houyis fru var Chang'e.

## Historicitet
I bambuannalerna beskrivs att under kung Tai Kangs första år som regent attackerade och ockuperade Houyi Xiadynastins huvudstad Zhenxun. Under kung Xiangs åttonde år som regent mördades han av Han Zhou (寒浞). Under denna period var Xiadynastins kungar i olika grad de facto marionetter till Houyi.